# Lavender Menace
La Lavender Menace (en français : « Menace mauve ») est une organisation féministe radicale lesbienne créée à New York en 1970 par des militantes lesbiennes du Gay Liberation Front (GLF) et de l'Organisation nationale pour les femmes (NOW). Parmi les fondatrices, se trouvent Karla Jay, Rita Mae Brown, Barbara Love, et Ellen Shumsky (en).

## Origines
L'expression « Lavender Menace » apparaît pour la première fois en 1969 de la part de Betty Friedan,, présidente de la NOW, pour rendre compte de la menace que représentait à son avis l'association du lesbianisme avec le mouvement des femmes émergeant,. La couleur mauve sert alors de symbole associé à l'homosexualité féminine, d'où l'expression. 
Friedan et d'autres féministes craignent que le lesbianisme décourage les efforts des féministes à réformer la société, et que les stéréotypes des lesbiennes vues comme « masculines » ou « détestant les hommes » discréditent leur mouvement. Dans cet ordre d'idées, elles omettent les Daughters of Bilitis de la liste des sponsors de la première conférence pour l'Union des femmes en novembre 1969. Cette décision et la remarque de Friedan mènent la féministe lesbienne Rita Mae Brown à démissionner de son travail administratif à la NOW en février 1970. 
Le 15 mars 1970, la féministe radicale hétérosexuelle Susan Brownmiller réfute les inquiétudes de Friedan au sujet de cette « menace mauve » dans un article du New York Times. La manière humoristique qu'elle utilise pour se distancier de la lesbophobie de Friedan (parlant de Lavender herring) est cependant vue elle-même comme une forme d'homophobie par certaines féministes lesbiennes, comme si les lesbiennes représentent une partie insignifiante du mouvement, et que les problèmes rencontrés par les lesbiennes ne font que détourner les autres des vrais problèmes.

## Seconde conférence pour l'Union des femmes
En réaction aux commentaires inappropriés de Brownmiller et aux déclarations publiques de Friedan, Rita Mae Brown suggère à son groupe de se manifester lors de la deuxième conférence pour l'Union des femmes (Second Congress to Unite Women) à New York le 1er mai 1970, dans le programme de laquelle ne figure aucune lesbienne déclarée,.
Elles préparent un manifeste de dix paragraphes intitulé The Woman-Identified Woman, et des t-shirts mauve avec les mots « Lavender Menace » pour tout le groupe. Karla Jay, l'une des organisatrices et participantes du « zap », raconte plus tard qu'elles ont détourné les projecteurs pointés sur les intervenantes pour les braquer sur elles-mêmes, portant leurs t-shirts et brandissant des pancartes, invitant l'auditoire à les rejoindre. Karla Jay, placée au milieu du public, dit avoir crié : « Oui, oui mes sœurs ! J'en ai assez d'être dans le placard à cause du mouvement des femmes ». À la consternation de l'assistance, elle raconte avoir déboutonné sa blouse, sous laquelle elle porte un des fameux t-shirts « Lavender Menace » imaginés et imprimés par l'activiste Donna Gottschalk.Puis, après avoir rejoint les autres, Rita Mae Brown enlève son t-shirt, sous lequel elle en porte un autre. L'effet comique retourne le public de leur côté.
Elles distribuent le manifeste et expliquent leur action, et infléchissent la conférence sur les sujets du lesbianisme et de l'homophobie. Les femmes de toute orientation sexuelle s'unissent alors dans une danse collective.